# Oscar Molitor
Oscar Linus Molitor, född 12 juli 1889 i Lannafors, Närke, död 1970, var en svensk målare.
Han var son till handlaren Johan Molitor och Lina Gråberg.
Molitor studerade vid Valands konstskola 1904-1910 och fortsatte därefter studierna i Paris. Han debuterade i utställningssammanhang i Göteborg 1910[var?] då han ställde ut tillsammans med Mollie Faustman, Frans Timén och Maj Bring. Tillsammans med Edvin Ollers, Maj Bring och Mollie Faustman ställde han ut i Stockholm 1913[var?], och tillsammans med Inga Englund-Kihlman och Kristian Lundstedt på Göteborgs Konsthall 1941. Separat, ställde han ut i bland annat i Göteborg 1945[var?] och på Gävle museum 1948 och tillsammans med Gustav Croner på Lorensbergs konstsalong 1949.
Hans konst består av bohuslänska landskap, nakenstudier och mjukt hållna porträtt i olja eller akvarell.
Molitor är representerad vid Göteborgs konstmuseum, Länsmuseet Gävleborg och i Valands konstskolas samlingar med ett porträtt av Mollie Faustman.